# ماريت نيباك
ماريت نيباك (بالنرويجية البوكمول: Marit Nybakk)‏ (وُلدت في الرابع عشر من شهر شباط/فبراير عام 1947 في محافظة نورد–أودال) هي سياسية نرويجية تنتمي لحزب العمال، شغلت سابقاً منصب نائبة رئيس البرلمان النرويجي، كما شغلت أيضاً منصب رئيسة مجلس الوزراء الشمالي. كانت أيضاً رئيسة الرابطة النرويجية لحقوق المرأة منذ عام 2016 وحتى 2018، وهي أبرز منظمة للدفاع عن حقوق النساء والفتيات في النرويج.
كانت نيباك ديموقراطية اشتراكية وبراغماتية تناصر سياسة الطرف الثالث، لذا أصبحت عضوة في البرلمان عام 1986 بديلة عن غرو هارلم برونتلاند، حيث تقلدت الأخيرة منصب رئيسة الوزراء وقتها. في عام 2009، أصبحت نيباك النائبة الثالثة لرئيس البرلمان، ولم تصبح نائبة الرئيس الأولى حتى عام 2013. لم تترشح لإعادة الانتخاب عام 2017، وكانت أيضاً رئيسة مجلس الوزراء الشمالي عن دورة 2013.
نيباك واحدةٌ من السياسيين البارزين في حزب العمال فيما يخص العلاقات الخارجية وسياسة الدفاع منذ تسعينيات القرن الماضي، وكانت المتحدثة باسم الحزب في سياسة الدفاع. كانت أيضاً رئيسة لجنة الدفاع الدائمة بين عامي 2001 و2005، ونائبة رئيس اللجنة الدائمة للعلاقات الخارجية بين عامي 2005 و2009. وهي الرئيسة السابقة للمجموعة الاشتراكية في الجمعية البرلمانية لحلف الناتو.

## تعليمها
درست نيباك اللغتين الإنجليزية والفرنسية والعلوم السياسية في أوسلو وباريس وكامبريدج، وتخرّجت بشهادة ماستر في الفنون –أو candidata magisterii كما تُدعى –من جامعة أوسلو عام 1972. درست نيباك أيضاً المسرح والدراما في بلدة ستراتفورد أبون أفون عام 1974. كانت نيباك أيام دراستها عضوة في مجلس جامعة أوسلو، وهي بذلك أول امرأة تشغل منصباً كهذا. وكانت رئيسة صندوق المساعدات الدولية النرويجي للطلاب والأكاديميين بين عامي 1977 و1981.

## مسيرتها السياسية

### عضوة في البرلمان
انتُخبت نيباك لتصبح عضوة في البرلمان النرويجي، بمنصب نائبة عن دائرة أوسلو الانتخابية عام 1985. وكانت نائبة غرو هارلم برونتلاند، ثم أصبح منصبها نائبة بديلة في البرلمان منذ عام 1986 عندما تقلدت غرو منصب رئاسة الوزراء. وأصبحت مندوبة ممثلة عام 1987، وذلك عقب وفاة وزير الخارجية كنوت فريدنلوند. أُعيد انتخاب نيباك لعضوية البرلمان عن دائرة أوسلو الانتخابية في الأعوام 1989 و1993 و1997 و2001 و2005 و2009 و2013. وكانت المرشحة الثانية عن حزب العمال في دائرة انتخاب أوسلو لعدة أعوام، أما المرشح الأول فهو زعيم الحزب ورئيس الوزراء (والسكريتير العام، أو الأمين العام، لحلف شمال الأطلسي “ناتو” حالياً) ينس ستولتنبرغ.
انصب اهتمام نيباك على السياسة الخارجية وسياسة الدفاع منذ تسعينيات القرن الماضي، وكانت واحدة من أبرز سياسيّ حزب العمال الذين اهتموا بهذين المجالين. كما كانت رئيسة لجنة الدفاع الدائمة بين عامي 2001 و2005 ونائبة رئيس اللجنة الدائمة للعلاقات الخارجية بين عامي 2005 و2009. وهي عضوة في اللجنة الدائمة للعلاقات الخارجية والدفاع واللجنة الأوروبية، ورئيسة لجنة أوراق الاعتماد التحضيرية خلال الدورة بين عامي 2013 و2017. كما كانت المتحدثة الرسمية عن حزب العمال في الأمور التي تخص سياسة الدفاع.
كانت نيباك النائبة الثالثة لرئيس البرلمان النرويجي بين عامي 2009 و2013، وانتخبت لتصبح النائبة الأولى لرئيس البرلمان عام 2013.
في عام 2013، كانت نيباك صاحبة أطول مدة خدمة في البرلمان النرويجي، وأطول مدة خدمة بين النساء.
كانت نيباك أيضاً مندوبةً في الجمعية العامة للأمم المتحدة منذ عام 2004.

### الجمعية البرلمانية لحلف الناتو
كانت نيباك مندوبة في الجمعية البرلمانية لحلف الناتو منذ عام 2005 وحتى عام 2013، وأصبحت لاحقاً رئيسة المجموعة الاشتراكية عام 2009.

### رئيسة المجلس الشمالي
انتُخبت نيباك عام 2012 لرئاسة المجلس الشمالي في دورة 2013. وروّجت من منصبها الرئاسي لعدة سياسات، كالتعاون الدفاعي بين دول الشمال وتحسين التعاون في مجال خدمات الطوارئ والإغاثة بين دول الشمال.

### الاتحاد النرويجي لجمعيات التجارة
كانت نيباك رئيسة قسم أوسلو التابع للاتحاد النرويجي لجمعيات التجارة منذ عام 1992 وحتى عام 1997.

### الرابطة النرويجية لحقوق النساء
في شهر أيار/مايو من عام 2016، انتُخبت نيباك لرئاسة الرابطة النرويجية لحقوق النساء، وهي الجمعية النرويجية الأبرز في مجال الدفاع عن حقوق النساء والفتيات، حيث كانت نيباك خليفة مارغون بيورنهولت في هذا المنصب. ثم خلفتها كارين ماريا بروزيليوس، وهي قاضية المحكمة العليا، في السادس عشر من شهر حزيران/يونيو عام 2018. أصبحت نيباك عضوة مجلس منتدى النساء والتنمية في شهر تشرين الثاني/نوفمبر عام 2016.

### مناصب أخرى
كانت نيباك عضوة في مجلس الوكالة النرويجية للتعاون التنموي بين عامي 1978 و1988، ورئيسة اللجنة الاستشارية للتعاون التنموي ضمن مجلس الوزراء النرويجي بين عامي 1984 و1989، ورئيسة مجلس المساعدة الخارجية، حيث كانت مستشارة عامة بتعيينٍ من وزارة التعاون التنموي، بين عامي 1987 و1988.
نيباك عضوةٌ في المجلس الاستشاري لمركز أوسلو الذي أنشأه رئيس الوزراء الأسبق شيل ماغنه بونديفيك، وعضوة في مجلس قرى الأطفال إس أو إس في النرويج.

## مناصب سياسية
تُعتبر نيباك ديموقراطية اشتراكية براغماتية من مؤيدي الطرف الثالث، وهي عضوة في الجناح اليميني من حزب العمال.

### سياسة الدفاع والخارجية
نيباك من أبرز الداعمين لعضوية النرويج في الاتحاد الأوروبي. وهي تدعم عضوية النرويج في الناتو، حالها كحال حزب العمال ومعظم السياسيين النرويجيين. ساندت نيباك أيضاً الحرب الأميركية في أفغانستان، معللة ذلك بأن الهدف من الحرب هو تحرير النساء في أفغانستان.

### حقوق النساء
تؤيد نيباك حقوق النساء، تحديداً في إيران ومناطق أخرى من الشرق الأوسط. كما كانت نائبة رئيس لجنة حقوق الإنسان في إيران بين عامي 1995 و1997. وفي عام 2015، قاطعت نيباك ورئيسة الحزب الليبرالي تريني شاي غراندي وفداً برلمانياً لزيارة إيران بسبب طلب السلطات الإيرانية من النساء ارتداء الشادور، حيث وصفت السيدتان هذا الطلب بأنه تمييز بحق النساء.

## روابط خارجية
- ماريت نيباك على موقع IMDb (الإنجليزية)